# Интерконтинентални куп 1985. (фудбал)
Интерконтинентални куп из 1985. године је била фудбалска утакмица Асоцијације одиграна 8. децембра 1985. између Јувентуса, победника Европског купа шампиона 1984–85, и Аргентинос Јуниорса, победника Купа либертадорес 1985. Признат као најбоље издање у историји турнира на техничком и такмичарском нивоу, меч је одигран на Националном стадиону у Токију. То је био други Јувентусов наступ у такмичењу, након што је заменио Ајакс 1973. године.

## Стадион
| Токио              |
| ------------------ |
| Олимпијски стадион |
| Капацитет: 48,000  |
|                    |

## Утакмица

### Резиме утакмице
Ово финале се сматра најбољим Интерконтиненталним купом икада одиграним, због техничких врлина оба тима. Упркос томе што је Јувентус стигао у Токио као фаворит за победу у мечу, учинак Аргентиноса Јуниорса изненадио је све због свог стила игре, ефикасности и изванредног учинка 20-годишњег нападача Клаудија Боргија, најистакнутијег играча овог тима. Тридесет година након финала, сам Борги је признао да је Аргентинос Јуниорс изгубио финале јер су његови играчи претерано играли у својим условима.
Након тријумфа у такмичењу, Јувентус је постао први фудбалски тим икада, остао је једини до 2022, који је освојио сва званична континентална такмичења и титулу светског првака.
Такође, италијански дефанзивци Гаетано Ширеа и Антонио Кабрини постали су први европски фудбалери који су победили у свим међународним клупским такмичењима, а Ђовани Трапатони, први европски менаџер у историји фудбала који је то исто учинио, али као тренер.
Француски везиста Мишел Платини је награђен као играч утакмице.
| „                                                                | Имали смо веома важног ривала, у временима када није било толико снимака за анализу ривала као данас. Били смо у истом хотелу као и Јувентус и зато смо се стално састајали са њиховим играчима. Било је то веома лепо искуство | ” |
| — Клаудио Борги, сећа се финала током радио интервјуа 2015, ESPN | |   |

### Детаљи
| Јувентус                                    | 2–2 (п.с.н.) | Аргентинос јуниорс                |
| ------------------------------------------- | ------------ | --------------------------------- |
| Платини 63’ (пен.) · Лаудруп 82’            | Извештај     | Ерерос 55’ · Кастро 75’           |
| Пенали                                      |              |                                   |
| Брио · Кабрини · Серена · Лаудруп · Платини | 4–2          | Олгуин · Батиста · Лопез · Павони |

| Јувентус | Аргентинос јуниорс |

| GK               | 1  | Стефано Такони       |             |     |
| RB               | 2  | Лучиано Фаверо       |             |     |
| CB               | 5  | Серђо Брио           |             |     |
| SW               | 6  | Гаетано Ширеа (c)    |             | 64’ |
| LB               | 3  | Антонио Кабрини      |             |     |
| DM               | 4  | Масимо Бонини        |             |     |
| CM               | 7  | Масимо Мауро         | Жути картон | 78’ |
| CM               | 8  | Лионело Манфредонија |             |     |
| AM               | 10 | Мишел Платини        | Жути картон |     |
| CF               | 9  | Алдо Серена          |             |     |
| CF               | 11 | Микаел Лаудруп       |             |     |
| Резервни играчи: |    |                      |             |     |
| GK               | 12 | Лучано Бодини        |             |     |
| DF               | 13 | Стефано Пиоли        |             | 64’ |
| MF               | 14 | Габриеле Пин         |             |     |
| FW               | 15 | Марко Пачоне         |             |     |
| FW               | 16 | Масимо Бријаски      |             | 78’ |
| Менџер:          |    |                      |             |     |
| Ђовани Трапатони |    |                      |             |     |

|                  |    |                       |             |      |
|                  |    |                       |             |      |
| GK               | 1  | Енрике Видаље         |             |      |
| RB               | 4  | Кармело Виљалба       |             |      |
| CB               | 2  | Хосе Луис Павони      |             |      |
| CB               | 6  | Хорхе Олгуин          |             |      |
| LB               | 3  | Адриан Доменеч (c)    |             |      |
| RM               | 10 | Емилио Комисо         |             | 82’  |
| CM               | 5  | Серхио Батиста        |             |      |
| LM               | 8  | Марио Видела          | Жути картон |      |
| RW               | 7  | Хосе Антонио Кастро   |             |      |
| CF               | 9  | Клаудио Борги         | Жути картон |      |
| LW               | 11 | Карлос Ерерос         |             | 117’ |
| Резервни играчи: |    |                       |             |      |
| GK               | 12 | Сезар Хоберто Мендоза |             |      |
| DF               | 13 | Хорхе Пелегрини       |             |      |
| MF               | 14 | Хуан Хосе Лопез       |             | 117’ |
| DF               | 15 | Мигел Анхел Леме      |             |      |
| MF               | 16 | Ренато Корси          | Жути картон | 82’  |
| Менџер:          |    |                       |             |      |
| Хосе Јудика      |    |                       |             |      |

| Играч утакмице: Мишел Платини (Јувентус) |